# Byzantinistik

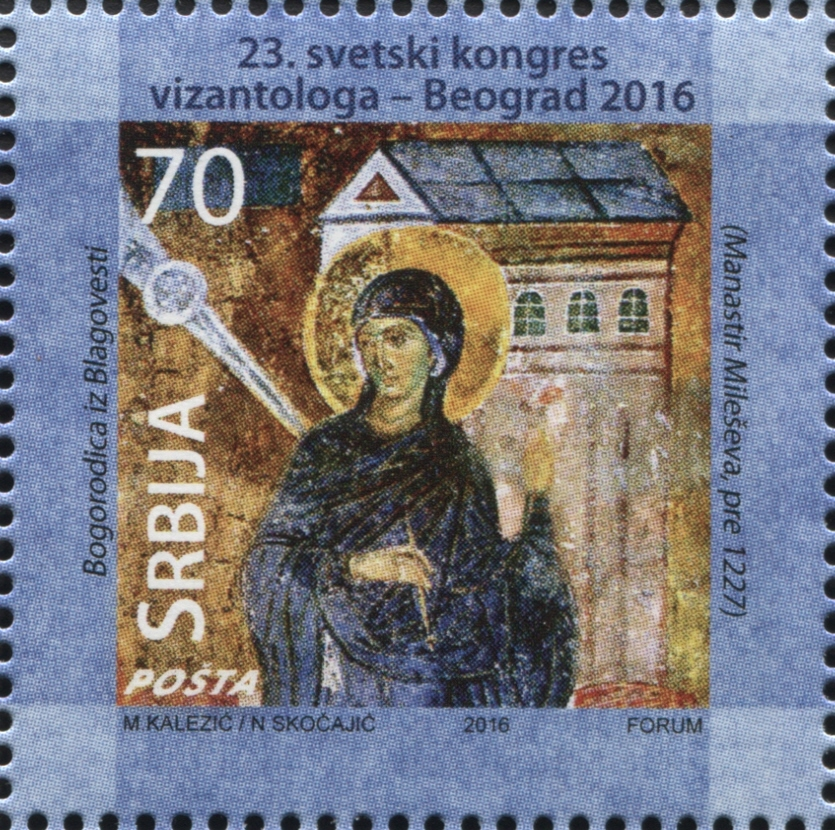
Serbische Briefmarke, herausgegeben anlässlich des 23. Byzantinistik-Weltkongresses 2016 in Belgrad

Die Byzantinistik ist ein interdisziplinärer Wissenschaftszweig, der sich mit Geschichte, Kultur, Religion, Kunst, Literatur, Wissenschaft, Wirtschaft und Politik des Byzantinischen Reichs beschäftigt. Als Begründer der Byzantinistik gilt der deutsche Philologe Hieronymus Wolf, ein Humanist der Renaissancezeit, der rund 100 Jahre nach der endgültigen Eroberung von Byzanz durch die Osmanen damit begann, Schriften byzantinischer Philosophen zu sammeln, zu übersetzen und zu veröffentlichen. Der erste Neogräzist und Sprachwissenschaftler, der auch als Byzantinist anzusehen ist, war Karl Krumbacher.
Im Jahr 1897 wurde durch Karl Krumbacher in München der erste Lehrstuhl für Byzantinistik weltweit gegründet.

## Die Abgrenzung der Byzantinistik als Wissenschaft

### Definition
Byzantinistik (Byzantinologie) ist diejenige Wissenschaft, die sich mit der Geschichte und Kultur von Byzanz beschäftigt (Byzanz ↔ Byzantinisches Reich, griechisches Mittelalter; Byzanz = Konstantinopel [als Hauptstadt des Byzantinischen Reiches]). Dabei stehen der Einheitlichkeit des Untersuchungsobjekts „Byzanz“ vielfältige Betrachtungsweisen (= Einzeldisziplinen, Spezialfächer) gegenüber. – „Byzantinische“ Forschungen gab es dabei schon im hochmittelalterlichen byzantinischen Reich. Im späten Mittelalter war das Interesse an Byzanz durch den italienischen Humanismus gegeben (originale griechische Quellen) und verbreitete sich – besonders im 17. Jahrhundert – über ganz Europa und Russland. Das späte 19. und das 20. Jahrhundert brachten dann die Formierung der Byzantinistik als eigenständige Wissenschaft.

### Byzanz
Griechisch-hellenistische Kultur, römische Staatstradition, orientalische Einflüsse und christlicher Glaube bei einer relativen Einheitlichkeit von Sprache und Kultur machen Byzanz im Mittelalter aus. Als Ausgangspunkt byzantinischer Geschichte gilt dabei meist die Regierungszeit Konstantins des Großen (306–337) und die Gründung Konstantinopels (330). Spätestens mit der faktischen Teilung des Römischen Reiches in ein West- und ein Ostreich (sog. Reichsteilung von 395) beginnt die oströmische bzw. spätantike Phase von Byzanz (frühbyzantinische Zeit bis etwa 641), die nicht nur von Byzantinisten, sondern auch von Althistorikern bearbeitet wird. Kaiser Justinian (I.) (527–565) eroberte Italien, Afrika und Südspanien zurück, doch blieb nach dem gewaltsamen Eindringen des Islam (634/98) ein durch die Themenverfassung reorganisiertes Byzanz nur noch auf die Griechisch sprechenden Gebiete Griechenland, Kleinasien und Süditalien beschränkt; Latein wurde unter Herakleios als Amtssprache aufgegeben, ebenso die alte römische Kaisertitulatur.
Damit kam das Ende der Antike, und die mittelbyzantinische Zeit begann. Sie war auch die Epoche des Ikonoklasmus (717–843) und die Zeit der Entstehung des westlichen Kaisertums (800). Unter der Makedonischen Dynastie (10./11. Jahrhundert) gewann Byzanz wieder an Macht gegen Islam und Bulgaren, doch bedeutete der Tod Kaiser Basileios II. (976–1025) einen Wendepunkt, die Niederlage von Mantzikert (1071) den Zusammenbruch byzantinischer Macht in Asien (Seldschuken) und Süditalien (Normannen). Eine gewisse Stabilisierung konnte – bei gleichzeitiger westlicher Kreuzzugsbewegung (1096–1099, 1147–1149, 1189–1192) – unter dem Komnenen erreicht werden – zumindest bis zur Schlacht bei Myriokephalon (1176). Innere Auseinandersetzungen begünstigten in der Folge die Eroberung Konstantinopels durch die Kreuzfahrer (4. Kreuzzug, 1204) und die Errichtung lateinischer Staaten in Griechenland.
Mit den Palaiologen und der Rückeroberung Konstantinopels (1261) beginnt die Spätphase des byzantinischen Reiches als Kleinstaat, der besonders bedroht wurde durch das Vordringen der Osmanen (ab 1300) und den wirtschaftlichen Einfluss Venedigs und Genuas (spätbyzantinische Zeit). Ein unter anderem durch Bürgerkriege geschwächtes Reich musste schließlich vor den Türken kapitulieren (Eroberung Konstantinopels 1453, Mistras 1461). Erwähnt werden sollte noch das im Zuge des 4. Kreuzzugs entstandene komnenische Kaiserreich Trapezunt (1204–1461).

### Sprache
Die Sprachstufe der Byzantinischen Zeit ist die mittelgriechische Sprache. Drei Sprachschichten des Mittelgriechischen sind feststellbar: Attizismus (attische Literatursprache), Koine (hellenistische Gemeinsprache), Dimotiki (neugriechische Volkssprache), wobei zwischen dem gesprochenen Griechisch und der schriftlichen, klassischen Tradition unterschieden werden muss.
Aus der reichhaltigen byzantinischen Überlieferung ist zunächst die Geschichtsschreibung mit den Gattungen „zeitgeschichtliche Monographie“ (historia, v. a. in der Spätantike verbreitet, siehe Prokopios von Caesarea, Agathias u. a.) und „Chronik“ zu nennen (Johannes Malalas [6. Jahrhundert]; Georgios Synkellos, Nikephoros, Theophanes [8./9. Jahrhundert]; Georgios Monachos [9. Jahrhundert]; Konstantin VII. Porphyrogennetos, Leon Diakonos [10. Jahrhundert]; Michael Psellos [10./11. Jahrhundert]; Johannes Skylitzes, Johannes Zonaras [12. Jahrhundert]; Michael Glykas Sikidites, Niketas Choniates [12./13. Jahrhundert]; Georgios Akropolites [13. Jahrhundert]; Georgios Pachymeres [13./14. Jahrhundert]; Johannes VI. Kantakuzenos [14. Jahrhundert]; Georgios Sphrantzes [15. Jahrhundert]).
Hagiographische Schriften sind die Lebensbeschreibung (bios) und die Lobrede (egkomion); hagiographische Sammlungen sind die menaia und sinaxaria. Zu den sogenannten Gelegenheitswerken gehören Briefe, Reden, Gedichte (Rhetorik, Panegyrik), auch im kirchlichen Bereich. Aus dem Bereich der byzantinischen Verwaltung im weitesten Sinne kennen wir auch Völker- und Städteverzeichnisse sowie Werke über Hofzeremonien und Ranglisten. Fachwissenschaftliche Werke sind unter anderem die strategischen Schriften. Weltliche und kirchliche Rechtstexte sind ebenfalls noch zu nennen, daneben im kirchlichen Bereich Patriarchatskataloge der Bistümer, im weltlichen und kirchlichen Urkunden und Akten (s. u. Diplomatik). Die volkssprachliche Literatur ist in dem Versepos Digenis Akritas aus dem 12. Jahrhundert erstmals schriftlich belegt.

## Hilfswissenschaften der Byzantinistik
a) Überlieferungsträger. Schriftliches ist hauptsächlich und neben Inschriften, Münzen und Medaillen auf Papyrus, Pergament oder Papier festgehalten worden. Dabei treten die Papyrusrollen der Antike (Papyrologie) neben den mittelalterlichen Pergamentcodices (Kodikologie) bald zurück, während das Papier im 9. Jahrhundert (← Araber ← China) aufkam.
b) Diplomatik (= Lehre von den byzantinischen Urkunden). Die Urkunden können nach dem Ausstellerprinzip in weltliche (Kaiser-, Despoten-, Privaturkunden) und geistliche (Patriarchen-, Bischofsurkunden) unterteilt werden, nach der Überlieferung in Originale (bei Kaiserurkunden erst ab 11. Jahrhundert), Nachahmungen und einfache Kopien. Bei den Kaiserurkunden unterscheiden wir Urkunden gesetzgebenden Inhalts (Typen: edikton, typos, pragmatikos typos, thespisma, neara, nomos, sakra; mandatum principis), Urkunden über konkrete Rechtsfälle (Typ Epistula: epistule, sakra; Typ Subscriptio: lysis [Verwaltung, Steuern], semeiosis), außenpolitische Urkunden (Verträge, Briefe an fremde Herrscher) (Typen: sakrai, grammata, basilikon, prokuratorikon chrysobullon), Privilegien (Chrysobullos logos, chrysobullos horismos, chrysobullon sigillion) und Verwaltungsurkunden (Typen: prostagmata [horismoi], sigillia, codicilli). Kirchliche Urkunden sind Urkunden und offizielle Briefe des Patriarchen, unter anderem gramma, homologia (Glaubensbekenntnisse), diatheke (Testamente), aphorismos (Exkommunikation), paraitesis (Abdankung) sowie die feierlich gehaltene praxis (synodike) und die hypotyposis (Synodalbeschluss) und der tomos (Glaubenssätze).
c) Eng mit der Diplomatik verbunden sind Sphragistik (= Siegelkunde) mit Gold- [Chrysobull], Bleibullen, Wachs-, Papiersiegel und Paläographie (= Lehre von Schriftarten) (s. o. Sprache und Schrift).
d) Epigraphik (= Lehre von den Inschriften), wobei Inschriften in Stein, Erz, Elfenbein, in Mosaiken, Email und auf Gemälden vorkommen.
e) Numismatik (= Lehre von den Münzen und dem [byzantinischen] Münzwesen). Aufbauend auf die spätantike Goldwährung des Solidus basierte das Münzwesen im byzantinischen Reich bis zur Mitte des 14. Jahrhunderts auf einer Goldwährung mit Silber-, Bronze- und Kupfermünzen. Bis zum Anfang des 8. Jahrhunderts bestimmten der Solidus, der Semis und der Triens das byzantinische Münzwesen, ab dem 8. Jahrhundert gab es nur noch den Solidus als Goldmünze, ab dem 10. Jahrhundert zusätzlich das Tetarteron; daneben konnten sich – aufgrund eines Gold-Silber-Verhältnisses von 1:14 bzw. 1:8 – Miliarense, Siliqua und Hexagramm (zum Teil nur marginal) als Silbermünzen behaupten. Kaiser Alexios I. (1081–1118) konnte durch Einführung der neuen Goldmünze des Hyperpyron die Währung wieder stabilisieren. Im spätbyzantinischen Reich kam das Basilikon als Silbermünze auf. Dem wirtschaftlichen und machtpolitischen Verfall entsprach es, dass es schließlich in den letzten hundert Jahren byzantinischer Geschichte keine Goldwährung mehr gab, wohl aber ein auf vier Typen von Silbermünzen basierendes Geldwesen mit dem Silber-Hyperpyron als Hauptmünze.
f) Metrologie (= Lehre von den Maßen und Gewichten). Benutzt wurden eine Vielzahl von Längenmaßen, wie daktylosm kondylos, anticheir, palaiste, dichas, spithame, pechys (kleine Elle), bema (Schritt), orgia (Klafter), schoinion (Maß zur Feldmessung), plethron, milion, allage, Tagesweg. Hohlmaße waren unter anderem: litra, tagarion, pinakion, modios, Flächenmaße unter anderem modios, megalos modios und zeugarion. Maße für Wasser und Wein hießen megarikon, metron und tetartion. Gewichtsmaße waren krithokokkon, sitokokkon, gramma, obolos, drachme, ungia, litra, kentenarion, gomarion und pesa.
g) Chronologie (= Lehre von der Zeitrechnung). Es gilt bei den in Byzanz verwendeten Ären die Umrechnung: Jahr 1 n. Chr. = Jahr 754 ab urbe condita = 195. Olympiade 1. Jahr = Jahr 49 der cäsarianischen Ära von Antiochia = Jahr 5493 der alexandrinischen Ära = Jahr 312 der Seleukidenära = Jahr 5509 der byzantinischen Weltära. Das byzantinische Jahr begann dabei mit dem 1. September, dem angenommenen Tag der Weltschöpfung, so dass bei der Umrechnung in die Jahreszählung darauf zu achten ist, dass bei Tagen zwischen dem 1. Januar und 31. August nur 5508, bei Tagen zwischen dem 1. September und 31. Dezember dagegen 5509 Jahre abzuziehen sind. Ergänzend war auch die Datierung nach Indiktionen üblich.

## Gesellschaften, Institute, Forschungszentren
Gelehrtengesellschaften
- Association Internationale des Études Byzantines (Dachverband nationaler Gesellschaften für Byzantinistik; gegründet 1948)
- Deutsche Arbeitsgemeinschaft zur Förderung Byzantinischer Studien (gegründet in den 1950er Jahren)
- Society for the Promotion of Byzantine Studies (gegründet 1983)

Universitätsinstitute in Griechenland
- Byzantinistik und Volkskunde (Τομέας Βυζαντινής Φιλολογίας και Λαογραφίας) an der Universität Athen
- Byzantinistik und Neogräzistik (Τομέας Μεσαιωνικών και Νέων Ελληνικών Σπουδών) an der Universität Thessaloniki
- Byzantinistik und Neogräzistik (Tομέας Bυζαντινής και Nεοελληνικής Φιλολογίας) an der Universität Kreta
- Byzantinistik und Neogräzistik (Tομέας Μεσαιωνικής και Νεοελληνικής Φιλολογίας) an der Universität Ioannina

Forschungszentren in Griechenland
- Nationales Hellenisches Forschungszentrum in Athen (Εθνικό Ίδρυμα Ερευνών: Ινστιτούτο Ιστορικών Ερευνών, Τομέας Βυζαντινών Ερευνών; gegründet 1958)

Universitätsinstitute in Deutschland
Die Byzantinistik ist in der deutschen Hochschulpolitik als Kleines Fach eingestuft.
- Professur Byzantinistik im Institut für griechische und lateinische Philologie an der FU Berlin
- Abteilung Byzantinistik und Neugriechische Philologie im Institut für Altertumskunde der Universität zu Köln
- Byzantinische und Neugriechische Philologie im Institut für Klassische Philologie und Komparatistik der Universität Leipzig
- Arbeitsbereich Byzantinistik im Fachbereich 07 – Geschichts- und Kulturwissenschaften der Universität Mainz
- Institut für Byzantinistik, Byzantinische Kunstgeschichte und Neogräzistik der Universität München
- Institut für Byzantinistik und Neogräzistik der Universität Münster

Deutsche Forschungszentren
- Leibniz-WissenschaftsCampus Mainz: Byzanz zwischen Orient und Okzident am Römisch-Germanischen Zentralmuseum Mainz (RGZM), darin aufgegangen die Byzantinische Archäologie Mainz (abgeschlossene Kooperation des RGZM und der Johannes Gutenberg-Universität Mainz, 2005–2011)
- Leibniz-Institut für Ost- und Südosteuropaforschung in Regensburg (gegründet 2012 durch Fusion von Osteuropa-Institut Regensburg, gegründet 1952 in München unter maßgeblicher Beteiligung von Theodor Oberländer, und Südost-Institut, gegründet 1930 in München, beide 2007 umgezogen nach Regensburg)
- Byzantinisches Institut des Klosters Scheyern (gegründet 1939 von Johannes Maria Hoeck und Hans-Georg Beck)
- Byzantinisches Institut im Kloster Ettal (gegründet 1951 von Johannes Maria Hoeck)
- Deutsches Studienzentrum in Venedig (gegründet 1972)
- Leibniz-Wissenschaftscampus Mainz: Byzanz zwischen Orient und Okzident (gegründet 2011)

Universitätsinstitute und Forschungszentren in Österreich
- Institut für Byzantinistik und Neogräzistik der Universität Wien (gegründet 1962 unter der Bezeichnung Lehrkanzel für Byzantinistik, seit 1978 unter der heutigen Bezeichnung)
- Institut für Mittelalterforschung, Abteilung Byzanzforschung der Österreichischen Akademie der Wissenschaften in Wien

Universitätsinstitute in der Schweiz
- Institut du monde antique et byzantin der Université de Fribourg

Universitätsinstitute in Großbritannien
- The Ioannou Centre for Classical and Byzantine Studies, Oxford University
- Centre for Hellenic Studies am King’s College London (gegründet 1989)
- The Hellenic Institute am Royal Holloway College der University of London (gegründet 1993)[3]
- Centre for Byzantine, Ottoman and Modern Greek Studies an der Universität Birmingham

Forschungszentren in den USA
- Center for Hellenic Studies der University of California, San Diego (gegründet 2014)
- Byzantine Institute of America in Boston (gegründet 1930 von Thomas Whittemore und Paul Atkins Underwood; aufgrund mangelnder Finanzierung 1962 eingestellt)
- Dumbarton Oaks Research Library and Collection in Georgetown (Washington, D.C.) (gegründet 1940)
- Institute for Byzantine and Modern Greek Studies, in Belmont, Mass. (gegründet 1956 von Constantine Cavarnos)

Forschungszentren in Italien
- Istituto Ellenico di Studi Bizantini e Postbizantini di Venezia in Venedig (gegründet 1951)
- Istituto Siciliano di Studi Bizantini e Neoellenici „Bruno Lavagnini“ in Palermo (gegründet 1960 von Bruno Lavagnini)

Forschungszentren in Frankreich
- Centre de recherche d’Histoire et Civilisation de Byzance (gegründet 1972 von Paul Lemerle, seit 2006 Teil der Unité mixte de recherche (UMR) 8167 Orient et Méditerranée des CNRS in Paris)
- Institut d’Études Byzantines im Collège de France, Paris (beherbergt das Centre de recherche d’Histoire et Civilisation de Byzance und verwandte Dokumentationszentren)

Forschungszentren in der Türkei
- Koç University Stavros Niarchos Foundation Center for Late Antique and Byzantine Studies (CLABS), İstanbul - Geç Antik Çağ ve Bizans Araştırmaları Merkezi (gegründet 2015 von der Koç-Universität, Istanbul, und der Stavros Niarchos Foundation)

Universitätsinstitute in Polen
- Katedra Historii Bizancjum Instytutu Historii Uniwersytetu Łódzkiego an der Universität Łódź (gegründet 1957)